# Kanton L'Île-Rousse
Kanton L'Île-Rousse (francouzsky Canton de l'Île-Rousse) je francouzský kanton v departementu Haute-Corse v regionu Korsika. Tvoří ho 6 obcí.

## Obce kantonu
- Corbara
- L'Île-Rousse
- Monticello
- Pigna
- Sant'Antonino
- Santa-Reparata-di-Balagna